# Sadie Lampe
Sadie Lampe est une actrice américaine. Elle n'a tourné que quatre films, à la Keystone, lesquels sont parmi les tout premiers films avec Charles Chaplin.

## Filmographie
- 1914 : L'Étrange Aventure de Mabel (Mabel's Strange Predicament) de Mabel Normand : une cliente de l'hôtel
- 1914 : Charlot et le Parapluie (Between Showers) de Henry Lehrman : la petite amie du policier
- 1914 : Charlot fait du cinéma (A Film Johnnie) de George Nichols : une spectatrice
- 1914 : Charlot danseur (Tango Tangles) de Mack Sennett : la jeune femme du vestiaire